# Gustave Eugène Frégis
Gustave Eugène Frégis, né le 24 septembre 1841 à Courtemaux (Loiret) et mort le 17 janvier 1934 à Rozoy-le-Vieil (Loiret), est un vétérinaire français.
Il collabora avec Pasteur et a laissé son nom à un centre hospitalier vétérinaire en région parisienne.

## Biographie

### La famille et les origines
La famille de Gustave Eugène Frégis était bien implantée dans le Gâtinais. Son père venait de Charny (« la Motte aux Aulnaies ») et sa mère, Marie Madeleine Biguet était la fille d’un sabotier de Chuelles. Ils se marièrent en 1822 et restèrent à Chuelles jusqu’en 1827. Ils s’installèrent alors à Courtemaux, au hameau des Blotins puis revinrent à Chuelles, au hameau de la Dolenterie, en 1843. Ils eurent neuf enfants, Gustave Eugène Frégis étant le huitième.
À la Dolenterie, quatre familles habitent les quatre maisons du hameau qui compte 28 personnes dont 11 (puis 10 après la mort à l’âge de neuf jours, du plus jeune frère de Gustave Eugène) sont de la famille Frégis.
Dans la famille Frégis, personne ne sait lire et écrire et on parle un français local, populaire et ancien.
Ses parents étaient cultivateurs, ni riches, ni misérables. Aux Blotins, ils sont locataires mais à force de travail, ils deviennent propriétaires à la Dolenterie.
Gustave Eugène Frégis gardera toute sa vie une grande reconnaissance à ses parents qui lui permirent, au prix de nombreux sacrifices, de poursuivre ses études.
Différentes enquêtes administratives ou épiscopales nous renseignent sur la vie rurale régionale de cette époque. Environ 20 % seulement des adultes savent lire et l’ivrognerie et l’immoralité sont courantes. Le taux de natalité est de 8,5 % et 41 % des enfants vont irrégulièrement à l’école, surtout l’hiver parce qu’il n’y a que peu de travaux agricoles pour eux en cette saison.

### L'enfance et l'adolescence
Gustave Eugène Frégis est né à Courtemaux, petit village du Loiret, très exactement au hameau des Blotins le 24 septembre 1841.
Dès 4 ou 5 ans, Gustave Eugène Frégis, comme les autres enfants des villages de la région garde les oies, les poules et va glaner après la moisson. Vers 5-6 ans, il garde les veaux ou les vaches, accompagné d’un chien. Comme les autres enfants de la région, il fréquente sans doute un peu l’école. En 1853, il n’a pas douze ans lorsque son père meurt. Gustave Eugène va alors faire des « petits boulots ». Au lieu-dit « Le Bois du Curé », il va tirer des cailloux et en hiver, il va marner marner. Cette tâche, très pénible, consiste à chercher de la marne pour amender les champs. La collecte se faisait alors en creusant des galeries, généralement sans soutènement. Les accidents étaient nombreux.
Tellement fatigué par ce travail, il arrivait parfois au jeune Gustave Eugène de se coucher en n’enlevant que ses sabots.
Un jour, alors qu’il marnait comme commis au château du Verger, près de la Dolenterie, il laisse sa chemise au fond de la galerie, sort à moitié nu et se rebelle quand on le gronde. Dans la ferme du château, un vétérinaire l’entend et le remarque. Il lui propose de travailler chez lui comme cocher.
Le voilà embauché par le vétérinaire de Chateaurenard. Il s’occupe du cheval et parfois aide le vétérinaire qui lui trouve de bonnes dispositions. Gustave Eugène s’intéresse aux visites de la journée, consulte la bibliothèque du vétérinaire. Ce dernier l’incite à étudier. Le sachant sans argent et peu éduqué, il lui propose de l’aider. Jusqu’à 21 ans, il s’instruit et va postuler pour faire des études vétérinaires.

### Les études vétérinaires et la première installation
L’examen d’entrée, défini par un décret du 13 février 1840, est difficile pour un jeune paysan peu éduqué : dictée, arithmétique, géographie, latin, réaliser un fer pour un cheval ou un bœuf, …
Il entre à l’École vétérinaire de Lyon en 1862. Il y a 42 places et il est 36e.
Gustave Eugène Frégis n’a pas la chance d’être boursier. Il doit payer intégralement sa pension : 360 francs. C’est une somme énorme (l’élite des ouvriers agricoles de l’époque, les premiers charretiers, gagne 300 francs par an). Il faut en plus payer le grand et le petit uniforme, les livres, le matériel de dissection, … Il est donc fort probable qu’il fut aidé.
Les conditions sont dures : lever 6 heures en hiver et 5 heures en été. La discipline est sévère. Trois élèves de la promotion sont renvoyés en cours de scolarité.
En première année, ses bilans semestriels sont : médiocre pour le premier, mieux pour le deuxième. En deuxième année, les choses s'améliorent et il est classé 14e. 
Il termine ses études en 1866, dans la même promotion que Saturnin Arloing.
Il s’installe alors comme vétérinaire dans une petite commune du Loiret (La selle-sur-le-Bied) où il exerce de 1867 à 1881. Il s’occupe presque exclusivement de bovins et de chevaux, mais, grand amateur de chiens, il s’intéresse à leurs maladies et à leur élevage et développe ses connaissances dans un domaine encore très peu développé au XIXe siècle : la médecine vétérinaire canine.
En 1870, il se marie avec  Marie Amélie Michel, dont les parents ont été orfèvres à Montargis puis horlogers-bijoutiers à Courtenay.

### L'arrivée à Paris
En 1882, il cède sa clientèle et vient s’installer à Paris où il reprend l’infirmerie canine de Camille Leblanc. Cette institution avait été fondée en 1836, rue André Del Sarte, aux pieds de la butte Montmartre. Gustave Eugène Frégis fit effectuer de grands travaux et l’établissement gagna très vite en importance et en renommée.

### La collaboration avec Louis Pasteur
Dans la deuxième moitié du XIXe siècle, la rage en région parisienne était un véritable fléau. Dans un compte-rendu à l’Académie des Sciences, Louis Pasteur rapporte les chiffres de « Leblanc, savant vétérinaire » : en 1878, dans le département de la Seine, sur 103 personnes déclarées mordues et qui ont pu être suivies, 24 sont mortes de la rage. Cela représente une personne mordue sur quatre ! Sachant que très peu de morsures sont déclarées, on imagine facilement l’importance du fléau dans une zone aussi peuplée.
Henri Bouley, vétérinaire, président de l’Académie de médecine et chargé par le Ministère de la Santé de diriger la commission chargée du contrôle des travaux de Pasteur vint visiter l’hôpital Frégis. Il décida d’y placer un chenil expérimental. En effet, les locaux de l’École normale, rue d'Ulm et rue Vauquelin, se prêtaient mal pour recevoir de nombreux chenils. Avant qu’il ne dispose du domaine de Villeneuve l’Etang, en 1885, Pasteur poursuivait ses expériences sur des chiens disséminés dans différents chenils, en particulier chez Bourrel, rue Fontaine au Roi, chez Frégis, rue André Del Sarte, chez Paul Simon, rue de Pontoise. 

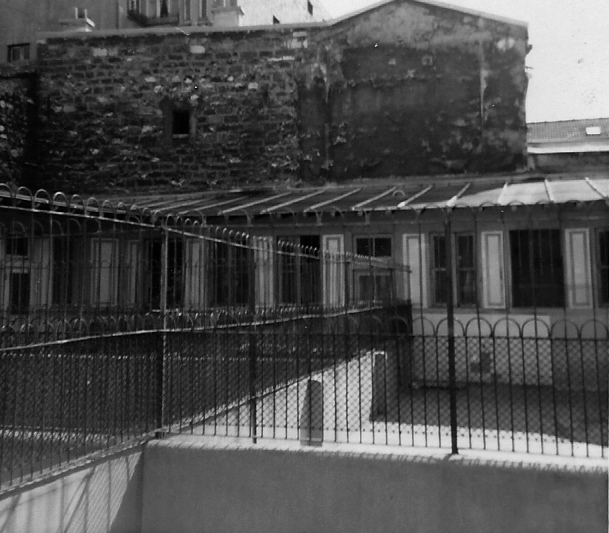
Les chenils de l'ancien Hôpital Frégis à Paris, vers 1960 et tels que Gustave Eugène Frégis et Louis Pasteur les connurent.

C’est ainsi que Pasteur vint souvent à l’hôpital Frégis. Il en parle à plusieurs reprises dans sa correspondance avec sa fille Marie-Louise et son gendre René Vallery-Radot, mais aussi avec son fils Jean-Baptiste Pasteur. Dans la lettre qu'il luis adresse en mai 1885, il parle à la fois de l’enterrement de Victor Hugo, de ses chenils expérimentaux, « d’avoir la possibilité d’oser traiter l’homme mordu sans aucune crainte d’accident quelconque » et il déplore son manque de « nouvelles niches à utiliser ».
Gustave Eugène Frégis se souviendra des moments difficiles lors de cette collaboration, notamment lorsqu’il assista aux convulsions de Mailly, vétérinaire assistant auxquels les infirmiers durent passer la camisole de force avant qu’il ne décède de la rage, tout comme Pierre Rose, décédé en 1880. C’était le propre neveu de Bourrel, un autre vétérinaire également collaborateur de Pasteur.

### La renommée de Frégis

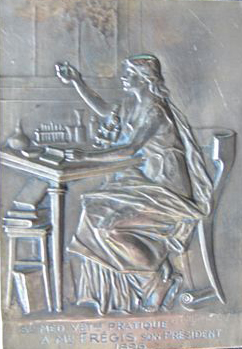
Médaille de la Société de Médecine Vétérinaire Pratique remise à son Président, Mr Frégis.

Grâce à cette expérience unique, Gustave Eugène Frégis acquit une grande renommée qui dépassa vite les frontières : la cour de Russie fit appel à lui à plusieurs reprises, il fit partie du jury d’une société londonienne pour juger les races canines (The ladies Kennel Association).
Il collabora également avec la Société centrale canine pour l’amélioration des races de chien en France et fut le créateur du service vétérinaire des expositions canines.
Jouissant de l’estime de ses confrères vétérinaires, il fut élu président de la Société Vétérinaire Pratique de France] qui existe encore de nos jours. Il fut nommé au grade de chevalier du Mérite agricole, vétérinaire honoraire de la Société centrale canine…
Pour l’honorer, un prix Frégis a été créé par la Société vétérinaire pratique de France.

### La retraite
Avant sa retraite, il fait l’acquisition du château des « Noues » à Rozoy-le-Vieil dans le Loiret. Après 43 ans d'exercice, il se retira dans sa propriété et fut maire de Rozoy-le-Vieil de 1908 à 1924.
À Rozoy, il mena une retraite confortable mais non ostentatoire. Se souvenant de son enfance difficile, il savait être généreux lors de ses promenades à pied, notamment avec « Pomme à poils », l’homme le plus démuni de la commune avec qui il aimait discuter. 
En 1925, il est convié à une cérémonie organisée par la Société vétérinaire pratique de France pour fêter son cinquantenaire professionnel. Il y tint un discours empreint de modestie et de clairvoyance sur la profession vétérinaire.
Il meurt à Rozoy-le-Vieil le 17 janvier 1934 et y est enterré.

## Ses successeurs
Il laissa son nom à l’établissement dont il fit le renom : le Centre Hospitalier Vétérinaire Frégis existe toujours. Il est maintenant situé sur la commune de Gentilly (94). C’est aujourd’hui la plus ancienne et la plus grande structure vétérinaire privée dédiée aux animaux de compagnie en région parisienne et sans doute France. Elle regroupe de nombreux vétérinaires spécialistes dans différentes disciplines. Son rayonnement dépasse les frontières et de nombreux vétérinaires issus du Centre Hospitalier Vétérinaire Frégis exercent (ou ont exercé) dans le monde entier, en particulier comme enseignants ou chercheurs : North Carolina State University (USA), Michigan State University (USA), faculté vétérinaire de Vienne (Autriche), …

## Distinctions
- Chevalier de l'ordre du Mérite agricole